# ألان بيرغ (صحفي)
ألان بيرغ (بالإنجليزية: Alan Berg) هو صحفي ومحامي أمريكي، ولد في 1934 في شيكاغو في الولايات المتحدة، وتوفي في 18 يونيو 1984 في دنفر في الولايات المتحدة بسبب إصابة بعيار ناري.

## وصلات خارجية
- ألان بيرغ على موقع IMDb (الإنجليزية)
- ألان بيرغ على موقع إن إن دي بي (الإنجليزية)
- ألان بيرغ على موقع قاعدة بيانات الفيلم (الإنجليزية)
- ألان بيرغ على موقع كينوبويسك (الروسية)